# You (actrice)
Pour les articles homonymes, voir You.
 (octobre 2018).
Si vous disposez d'ouvrages ou d'articles de référence ou si vous connaissez des sites web de qualité traitant du thème abordé ici, merci de compléter l'article en donnant les références utiles à sa vérifiabilité et en les liant à la section « Notes et références ».
You (江原由希子, Ehara Yukiko), née le 29 août 1964 à Koganei, est une actrice et chanteuse japonaise.

## Biographie
Elle a commencé sa carrière en tant que chanteuse, elle a sorti son premier single dake chotto (juste un peu) en 1985. Elle a ensuite formé, au titre de chanteuse et auteur-compositeur, le groupe pop japonais Fair child en 1988, avec Seiji Toda et Hirokazu Kawaguchi.  En 1990, elle a obtenu une place dans un duo radiophonique hebdomadaire sur MBS Youngtown. Elle a ensuite accepté le rôle régulier sur l'émission de télévision Downtown, Downtown ne Gottsu Ee kanji. Avec le changement d'orientation de sa carrière de chanteuse à la télévision, le groupe Fairchild s'est séparé en 1993.
Tout en continuant la télévision et diverses émissions de radio, elle a écrit deux livres, est apparu dans un certain nombre de films, et est un contributeur régulier (et cover-girl occasionnelle) pour le magazine de mode In Red.
Découverte sur les planches aux côtés de la troupe Fair Child, l’actrice décroche son premier rôle au cinéma dans Nobody Knows de Hirokazu Kore-eda. Elle y incarne la mère de quatre enfants, au destin douloureux. Convaincu, le réalisateur fait de nouveau appel à elle pour Still Walking, dans lequel elle interprète la sœur de Ryōta, joué par Hiroshi Abe. 
Elle est connue pour son fort caractère et son franc-parler, elle apparaît régulièrement dans les talk-shows japonais.
Elle a été nommée pour le prix de la meilleure actrice de l'année 2005 à la Japan Academy Prize pour son interprétation de la mère absente dans Nobody Knows.
Depuis 2012, elle co-présente l'émission de télé-réalité Terrace House.
Elle est mariée et mère de deux enfants.

## Filmographie partielle

### Cinéma
- 2004 : Nobody Knows (誰も知らない, Dare mo shiranai?) de Hirokazu Kore-eda : Keiko, la mère
- 2004 : Be with You (いま、会いにゆきます, Ima, ai ni yukimasu?) de Nobuhiro Doi
- 2006 : The Uchōten Hotel (THE 有頂天ホテル, The uchōten hoteru?) de Kōki Mitani : Sakura Cherry
- 2007 : Gegege no Kitarō (ゲゲゲの鬼太郎?) de Katsuhide Motoki
- 2008 : Still Walking (歩いても 歩いても, Aruitemo aruitemo?) de Hirokazu Kore-eda : Chinami Kataoka
- 2013 : R100 (アールひゃく, Āru hyaku?) de Hitoshi Matsumoto
- 2018 : Kimi ga kimi de kimi da (君が君で君だ?) de Daigo Matsui
- 2022 : Umami de Slony Sow

### Télévision
- 2003 : Manhattan Love Story
- 2012 : Going My Home
- Depuis 2012 : Terrace House